# 范寬之
范寬之（?—?），齊州（今山東省濟南市）人，北宋尚書省刑部郎中及濠州知州。其父范諷歷北宋宋真宗趙恆及宋仁宗趙禎二朝，趙禎年間任龍圖閣直學士。其祖父范正辭在宋太宗趙炅年間任侍御史知雜事。